# Білгород-Дністровський (станція)
Білгород-Дністровський (до 1944 року — Аккерман) — проміжна дільнична залізнична станція 2-го класу виробничого підрозділу «Служба роботи станцій» регіональної філії «Одеська залізниця» АТ «Укрзалізниця» на лінії Одеса-Застава I — Арциз між станціями Кантемир (22,5 км) та Шабо (6,5 км). Розташована в місті Білгород-Дністровський Одеської області, за 81 км від обласного центру. В межах міста розташований пасажирський зупинний пункт Тіра в одному з житлових масивів, на якому до 26 квітня 2022 року зупинялися приміські електропоїзди сполученням Одеса — Білгород-Дністровський.

## Історія
Станція відкрита 1913 року під час будівництва Аккерманської залізниці. Первинна назва станції — Аккерман, відповідно до тодішньої назви міста Білгород-Дністровський. Сучасна назва станції — з 1944 року.
З 26 квітня 2022 року, внаслідок руйнування підйомного мосту в Затоці, пасажирський рух тимчасово припинений, станція приймає лише вантажні поїзди. 

## Інфраструктура
На станції закінчується лінія з Одеси, яка електрифікована змінним струмом (~25 кВ) у 1974 році в складі дільниці Бугаз — Білгород-Дністровський (завдовжки 18,8 км), лінія у напрямку станції Арциз — не електрифікована, відтак для усіх приміських електропоїздів, що прямували від станції Одеса-Головна, станція Білгород-Дністровський була кінцевою. На станції здійснювалася зміна електровозів/тепловозів та навпаки для усіх пасажирських та вантажних поїздів.

## Пасажирське сполучення
До 26 квітня 2022 року на станції Білгород-Дністровський зупинялися поїзди далекого сполучення, а для приміських електропоїздів з Одеси була кінцевою. Наразі рух приміських поїздів з Одеси тимчасово обмежено до станції Кароліна-Бугаз через пошкодження підйомного мосту у Затоці, внаслідок ракетних ударів російськими окупантами по інфраструктурі.
| Рух поїздів по станції Білгород-Дністровський (з 12.12.2021 по 26.04.2022) |                                   |                          |                                                                    |
| №                                                                          | Маршрут сполучення                | Періодичність курсування | Примітки                                                           |
| Далеке сполучення                                                          |                                   |                          |                                                                    |
| 135/135 «Чорномор»                                                         | Чернівці — Білгород-Дністровський | Через день               | Призначався з травня по вересень щороку, під час курортного сезону |
| 146/145 «Дунай»                                                            | Київ — Ізмаїл                     | Щоденно                  | Призначався з 23 вересня 2016                                      |
| 802/804 «Дунайський експрес»                                               | Одеса — Ізмаїл                    | Щоденно                  | Призначався з 28 листопада 2021                                    |
| Приміське сполучення                                                       |                                   |                          |                                                                    |
| 6342                                                                       | Білгород-Дністровський — Одеса    | Щоденно                  |                                                                    |
| 6304                                                                       | Одеса — Білгород-Дністровський    | Щоденно                  |                                                                    |
| 6346                                                                       | Білгород-Дністровський — Одеса    | Щоденно                  |                                                                    |
| 6308                                                                       | Одеса — Білгород-Дністровський    | Щоденно                  |                                                                    |
| 6348                                                                       | Білгород-Дністровський — Одеса    | Щоденно                  |                                                                    |
| 6310                                                                       | Одеса — Білгород-Дністровський    | Щоденно                  |                                                                    |

Історія змін курсування поїздів:
- Нічний швидкий поїзд «Дунай» № 145/146 сполученням Київ — Ізмаїл / Березине (щоденно, курсує з 23 вересня 2016 року)[4].
- До 3 вересня 2017 року курсував тригрупний поїзд № 221/222, 287/228, 521/522 Київ / Житомир / Чернігів — Білгород-Дністровський;
- Влітку 2017 року подовжено маршрут руху нічного швидкого поїзда № 135/136 «Чорномор» сполученням Чернівці — Одеса-Головна — Білгород-Дністровський (курсував до станції Білгород-Дністровський з травня по вересень);
- з 22 грудня 2017 по 8 грудня 2018 року призначався поїзд № 285/286 Білгород-Дністровський — Ізмаїл двічі на тиждень (замість скасованого поїзда № 685/686 сполученням Одеса — Ізмаїл[5]), з узгодженою пересадкою на приміські електропоїзди з/на станцію Одеса-Головна;
- 20 вересня 2020 року призначався поїзд разового курсування № 151/152 сполученням Київ — Білгород-Дністровський.
- 20 листопада 2021 року призначався регіональний поїзд «Дунайський експрес» сполученням Одеса — Ізмаїл і прямував через Білгород-Дністровський (час в дорозі з Одеси до Білгород-Дністровський складав  близько 1 години 15 хвилин).

## Галерея

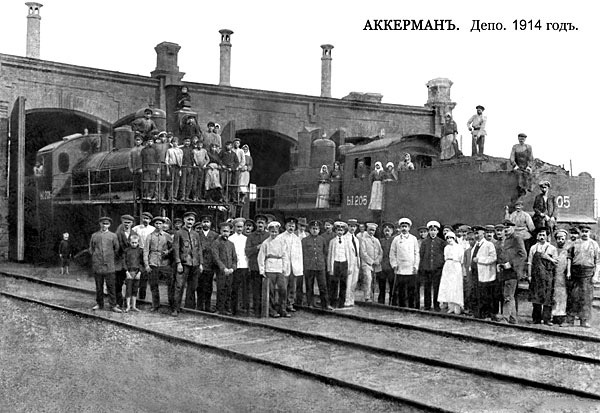
Паровозне депо станції Аккерман (1914)
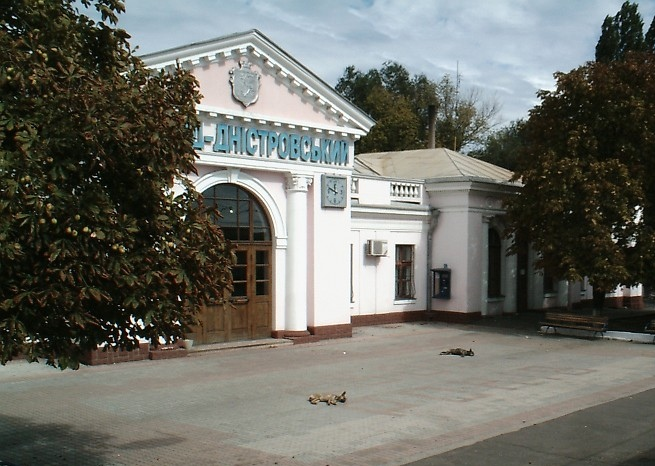
Вокзал станції Білгород-Дністровський 2002
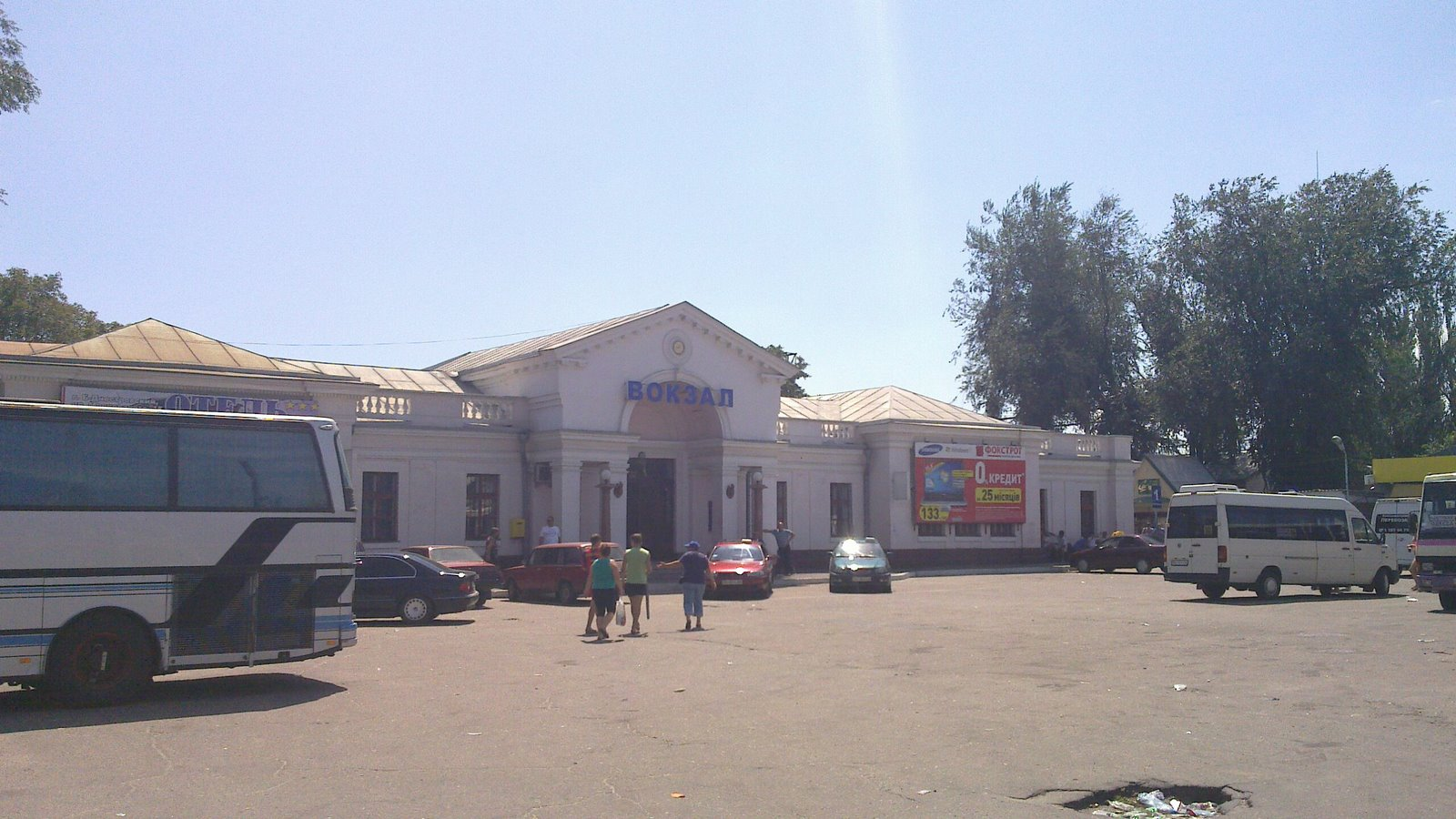
Вокзал станції Білгород-Дністровський (2011)
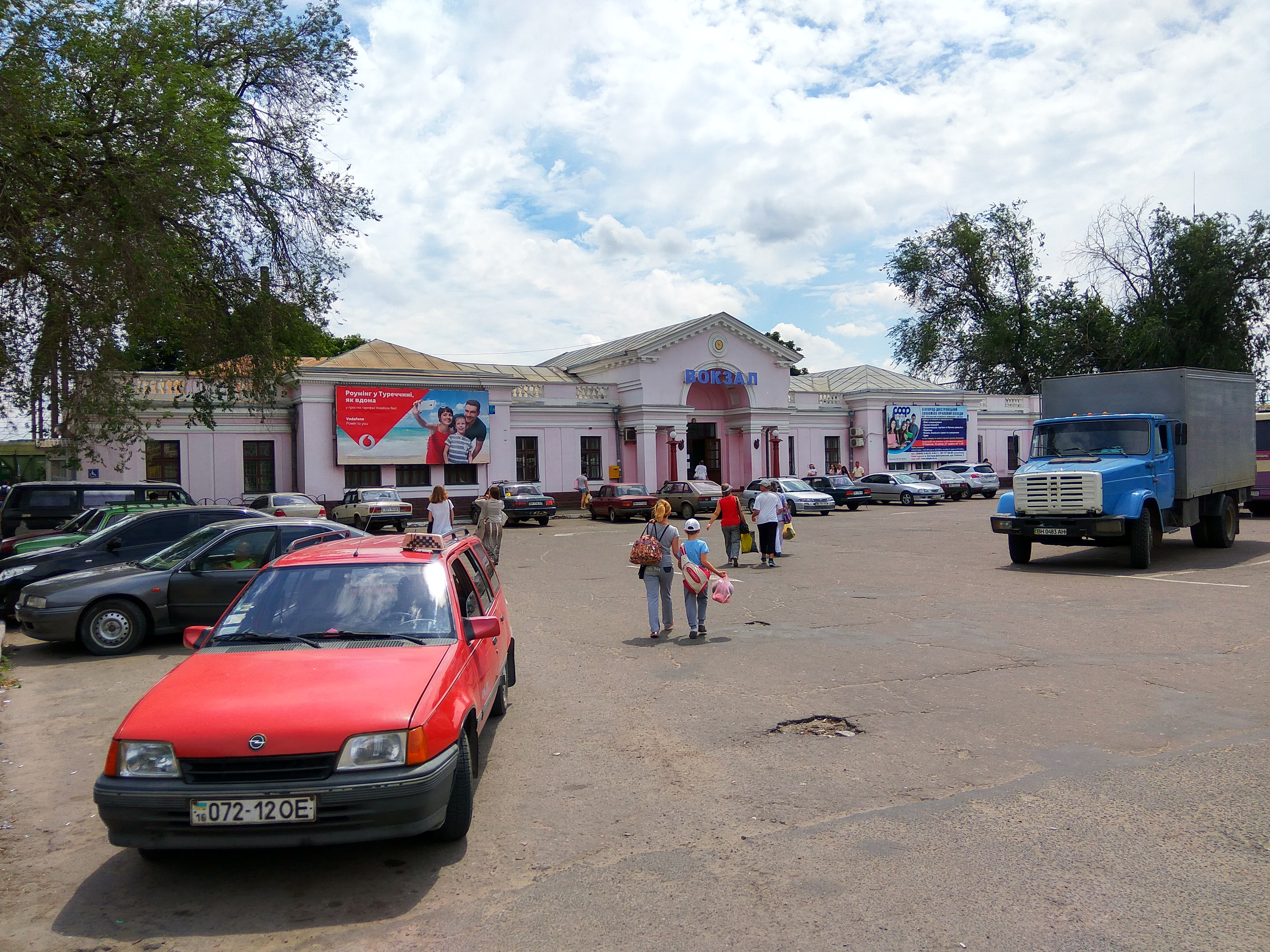
Вокзал станції Білгород-Дністровський 2016
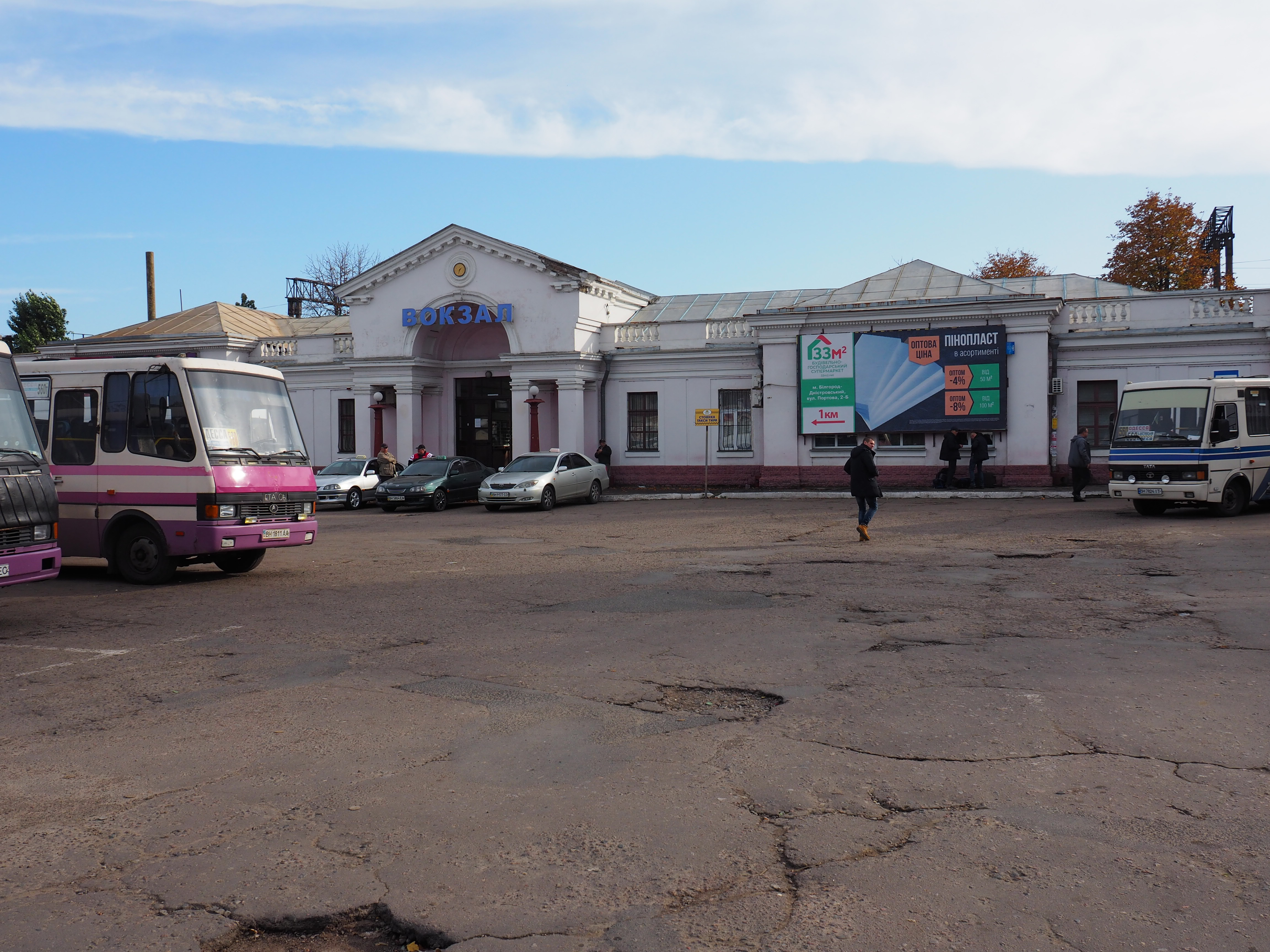
Вокзал станції Білгород-Дністровський 2019
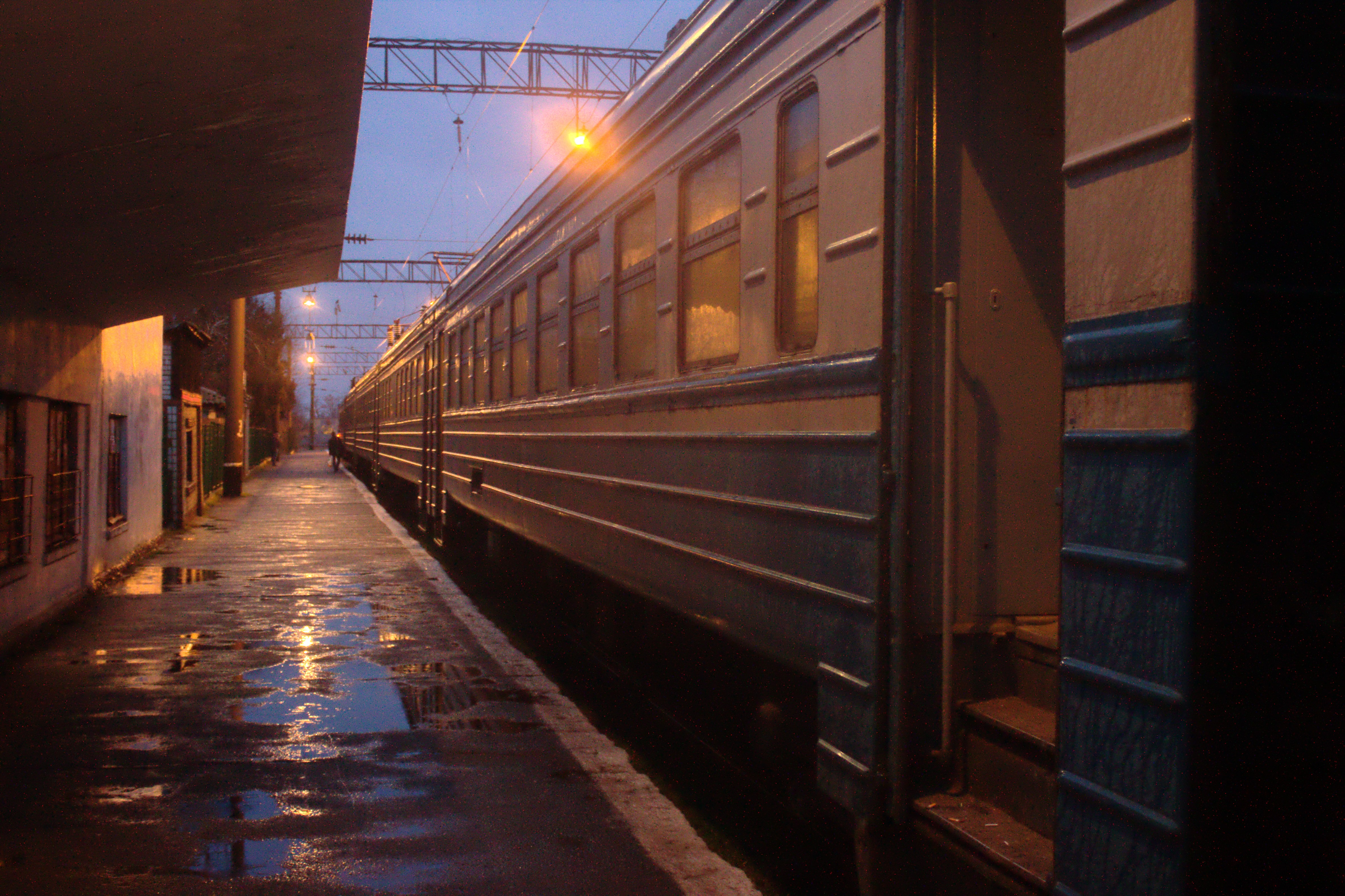
Приміський електропоїзд до станції Одеса-Головна